# Metazygia carolinalis
Metazygia carolinalis är en spindelart som först beskrevs av Archer 1951.  Metazygia carolinalis ingår i släktet Metazygia och familjen hjulspindlar. Inga underarter finns listade i Catalogue of Life.